# Граматика
Граматиката е основен дял от езикознанието, изучаващ строежа на езика.
Думата е от гръцки произход (γραμματικὴ τέχνη означава „изкуство на буквите“), след което преминава в латинския – grammatica, и от латински в почти всички европейски езици: на немски: grammatik; на френски: grammaire; на английски: grammar; на руски: грамматика и т.н. Българските думи за „граматика“ са сло̀вница и бу̀квеница, въведени през Възраждането и използвани в първата половина на XX век от бележития български езиковед Стефан Младенов.
По-тясното (традиционното) схващане на понятието, наричано „граматика“, включва два дяла – морфология и синтаксис. В съответствие с тях граматичните категории са морфологични или синтактични.

## Морфология
Морфологията е наука, представляваща дял от лингвистиката, която изучава формите на думата – строежа и значението им като части на речта. За разлика от лексикологията, тук отделната дума се разглежда като структура, изградена от по-малки сегменти, наречени морфеми.
Морфологията изучава правилата за образуване на думите и свързаните с тях граматически значения. Основното значение на думата е лексикалното, а граматическото е допълнително. Граматическите морфеми служат за образуване на различните форми на една дума и са носители на граматическите значения. В българския език думите се делят на десет отделни части на речта, като всяка има абстрактно значение, което обединява думите в нея и я различава от останалите.
Тези десет части на речта, според това дали при употребата в изречението претърпяват промяна, са изменяеми и неизменяеми. При изменяемите части на речта (съществителни, прилагателни, числителни имена, глаголи и местоимения) промяната на имената се нарича склонение, а при глаголите – спрежение. Останалите части на речта – неизменяемите (наречия, предлози, съюзи, частици и междуметия), не могат нито да се скланят, нито да се спрягат. От неизменяемите части на речта само наречията имат самостоятелно значение, докато останалите имат служебни функции в рамките на словосъчетанието или изречението.

## Синтаксис
Синтаксисът е дял от лингвистиката, изучаващ законите и правилата за построяване на изречения. Изучава законите, по които думите се свързват в синтагми, словосъчетания и изречения, както и функционирането на съчетаните части на речта. Синтаксисът разглежда думите не като лексикални единици, а като части на речта. Най-голямата единица, с която борави синтаксисът, е изречението. Основните части на изречението са подлогът и сказуемото, но то може да има също допълнение, определение, обстоятелствено пояснение или приложение.

## Видове граматики
Според предмета на изследване, методите и целите, които си поставят, се различават следните типове граматики:
- нормативна граматика – представя норми за реализация на определен език, стремящи се да намалят диалектното разложение на езика. Използва се при преподаване в училищата, в масмедиите (телевизия, радио, вестници и други). За разлика от описателната граматика, описва само една от множеството реализации на езика (диалекти).
- описателна граматика – изучава граматическия строеж на езика в даден момент от неговото развитие.
- историческа граматика – изучава и проследява историческия развой на даден език.
- сравнителна граматика – служи си със сравнително-исторически метод, като предмет са група родствени езици: славянски, южнославянски, германски, индоевропейските езици и т.н.
- формална граматика – граматика, дефинирана с математическа точност, обикновено използвана в програмните езици.

## Правопис
Правописът представлява система от норми и правила на писане за даден език. Това засяга правилната употреба на представки, корени, наставки и окончания; слято, полуслято и разделно писане на сложни думи; случаите на употреба на главни и малки букви и как се пренасят сричките от един ред на друг.
Правописът обхваща също правилата за граматически правилното поставяне на препинателни знаци (пунктуация).

## История
Съвременната граматика води началото си от времето на желязната епоха в Индийския субконтинент (6 – 4 век пр.н.е.) и се поражда във връзка с изучаването на древните свещени химни, наречени веди. С течение на времето и развитието на езика в Индия ведите постепенно станали неразбираеми. Староиндийската граматика е емпирична по своята същност. Тя анализира и описва езиковите форми и така ги подлага на почти анатомическа трактовка. Всяка една от думите се дели на основните ѝ съставни части – корен, основа, наставка, окончание. Поради тази причина граматиката на староиндийски се нарича с термина vyakarana, което в буквален превод означава „разлагане“. За първите граматически трудовете се смятат „Нирукта“ на Яска от 6 век пр.н.е. и санскритската книга на Панини „Аштадхяи“ („Граматика в осем глави“) около 4 век пр.н.е.. В граматиката на Панини са представени доста сведения за староиндийската фонетика, като така в тази област „Аштадхяи“ стои по-високо от старите гръцки и латински граматики.
Подобно на Индия, в Гърция интересът към езика и свързаните с него проблеми възниква във връзка с тълкуването на старите (и превърнали се отчасти в неразбираеми) литературни текстове. От изучаването на езиковите проблеми са се интересували и древногръцките философи Демокрит, Хераклит, Аристотел, Платон. Интересували са се от въпросите за произхода на езика, произхода на отделните думи, отношенията между мисъл и език, между предметите и имената, с които са наричани. Аристотел разделя думите на три категории – име, глагол и съюз. Поставя и начало на понятията падеж и род. Последователите на стоическата школа създават термини за голяма част от граматическите категории. Те установяват гръцките названия за редица граматически термини. След 3 век пр.н.е. се наблюдава значително развитие на учението за граматиката, като тласък на това дават александрийската и пергамската школа. Първата гръцка граматика е създадена от представителите на александрийската школа – Аристарх Самотракийски и неговият ученик Дионисий Тракийски, и се нарича „Граматическо изкуство“.
Терминът граматика (на старогръцки – grammatikē, на латински – grammatika) първоначално е означавал „писменост“. Терминът възниква от означението на старогръцки – téchnē grammatikē, на латински – ars grammatika, означаващо „писмено изкуство“. Връх в развитието на гръцката граматика се достига при Аполоний Дискол и неговия син Херодиан от 2 век пр.н.е. Те разработват граматична система, която стои в основата на съвременните граматики. Гръцките граматици установяват граматичните понятия и категории.
Интересът към въпросите на граматиката са наследени от римляните. Подобно на гръцките, и римските граматици разработват въпросите на своя език. Сред най-известните са латинските граматики на Донат и на Присциан. Латинските граматици превежат граматическите термини от гръцки и разработват някои нови положения. Например термините граматика, фонетика, лексика, синтаксис, аорист са от гръцки произход, латинските термини индикатив, актив, пасив, перфект са буквални преводи на гръцки термини, които днес са използвани от науката.
През Средновековието граматиката е едно от Седемте свободни изкуства наред с реториката, диалектиката, аритметиката, геометрията, астрономията и теория на музиката. Като част от тривиума тя се е преподавала като основна дисциплина в университетите. До края на 12 век са се ползвали основно къснолатинските учебници на [Донат и Присциан].
През Ренесанса освен на класическите гръцки и латински език, обучението започва да се води и на родните езици. Така въз основа на латинската граматика са създадени и граматики на други езици. Те имат за цел да научат правилно да се пише и говори на даден език.
Първата граматика на българския език се нарича „Българска граматика“ и е издадена от Неофит Рилски през 1835 г. в Крагуевац, столица на тогавашното Княжество Сърбия.